# Lo schiaffo (film 1932)
Lo schiaffo (Red Dust) è un film del 1932 diretto da Victor Fleming interpretato da Clark Gable, Jean Harlow e Mary Astor. In Italia è uscito anche con il titolo di La jungla in rivolta.
È la seconda pellicola che vede insieme la coppia Gable-Harlow dopo The Secret Six, in cui i due attori erano stati diretti da George W. Hill.
Nel 1953 Gable sarà protagonista anche del remake Mogambo diretto da John Ford.
Nel 2006 è stato scelto per la conservazione nel National Film Registry della Biblioteca del Congresso degli Stati Uniti.

## Trama
Indocina, durante la stagione dei monsoni.
Dennis Carson, sovrintendente di una piantagione di caucciù, è diviso fra le attenzioni che gli destina Barbara Willis, la moglie di un collega e quelle di Vantine, una giovane e scafata biondina.

## Produzione
Il film fu prodotto da Victor Fleming con una sua compagnia per la MGM.

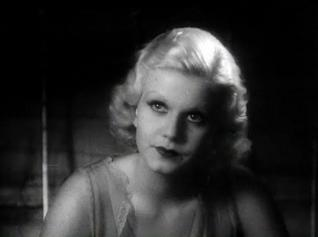
Jean Harlow (Vantine)

.

## Distribuzione
Il film, distribuito dalla MGM, uscì nelle sale USA il 22 ottobre 1932. Un buon prodotto dallo stile vigoroso che sopportò piuttosto bene al botteghino la bufera di pettegolezzi e di dubbi creata dal misterioso suicidio avvenuto il mese prima, in settembre, di Paul Bern, marito di Jean Harlow e uno dei più stretti collaboratori di Irving Thalberg.
Il film è uscito, pubblicato in VHS, negli USA e in Brasile.

### Date di uscita
- USA	22 ottobre 1932
- Danimarca	12 agosto 1933
- Finlandia	10 settembre 1933

Alias
- Red Dust	USA (titolo originale)
- Die gelbe Hölle	Austria / Germania
- Avak Adom	Israele
- Dschungel im Sturm	Germania
- Glød 	Danimarca
- La Belle de Saigon	Francia
- La jungla in rivolta	Italia
- Lo schiaffo	Italia
- Mia gynaika peirasmos	Grecia
- Saigonin kaunotar	Finlandia
- Taifun	Svezia
- Terra Abrasadora	Portogallo
- Terra de Paixões	Brasile
- Tierra de pasión	Spagna
- Tropenrausch	Austria
- Vérvörös homok	Ungheria

## Remake
Nel 1953, John Ford ne girerà il remake con Mogambo: il protagonista sarà nuovamente Clark Gable che, ventun anni dopo, è ancora un affascinante cacciatore. Affascinato, questa volta, dall'algida bellezza di Grace Kelly (al posto di Mary Astor), mentre il ruolo di Jean Harlow, scafata amante senza troppi illusioni, sarà preso da Ava Gardner.  La sceneggiature delle due versioni si deve in entrambi i casi a John Lee Mahin.